# Dionisio Bellante
Dionisio Bellante (Verona, 16 luglio 1610 – 5 ottobre 1685) è stato un violinista e compositore italiano.

## Biografia
Sacerdote, dalla fine del 1630 al 1634 fu musico straordinario come violinista e cantore presso il Duomo di Verona.
Ricordato come ottimo strumentista e compositore, il 4 novembre 1658 dopo regolare concorso fu nominato Maestro della medesima Cappella che versava allora in cattive condizioni qualitative. In breve tempo sotto la guida di Bellante la Schola tornò al suo splendore. Istituì i pueri cantores che avevano il compito di affiancare i chierici e i cantori e nel 1660 diede il suo oratorio Il figliol prodigo. Ottimo sacerdote, benvoluto da tutti, semplice e modesto, nel 1683 si vide diminuire il salario a causa delle difficoltà economiche in cui versava la Cappella. Nonostante questo continuò il suo magistero fino alla morte sopravvenuta il 5 ottobre 1685 avendo come allievo Giuseppe Torelli.